# Trinidad e Tobago ai Giochi della XXX Olimpiade
Trinidad e Tobago partecipò ai Giochi della XXX Olimpiade, svoltisi a Londra, Regno Unito, dal 27 luglio al 12 agosto 2012, con una delegazione di 30 atleti impegnati in sei discipline.